# Aminah Cendrakasih
 (août 2017).
Si vous disposez d'ouvrages ou d'articles de référence ou si vous connaissez des sites web de qualité traitant du thème abordé ici, merci de compléter l'article en donnant les références utiles à sa vérifiabilité et en les liant à la section « Notes et références ».
Aminah Tjendrakasih ou Aminah Cendrakasih, nom de scène de Siti Aminah, née le 29 janvier 1938 à Magelang (Java central, Indes orientales néerlandaises) et morte le 21 décembre 2022 à Pondok Aren (Tangerang du Sud, province de Banten), est une actrice indonésienne principalement connue pour son rôle de Lela dans la série télévisée Si Doel anak sekolahan (Doel l'Écolier, 1994-2005).

## Biographie
Aminah Cendrakasih commence sa carrière au cours de son adolescence. 
En 1955, elle obtient son premier rôle principal dans Ibu dan putri (« Mère et fille »). Depuis, elle a joué dans plus d'une centaine de longs métrages.
En 2012 et 2013, elle a reçu respectivement le prix pour l'ensemble de sa carrière du Festival de cinéma de Bandung et des prix du film indonésien.